# 2018年第19E号热带低气压
第19E号热带低气压是2018年9月在美国多个州和墨西哥西北部引发重大洪灾并构成严重破坏的弱热带气旋，也是有可靠纪录以来第一个在加利福尼亚湾上空形成的热带气旋。系统源自8月29至30日离开非洲西海岸的东风波，这股东风波持续西进并穿越中美洲，到9月7日已进入东北太平洋。受中到上层低压槽影响，系统在墨西哥西南方向海域蜿蜒徘徊，后转向北上，美国国家飓风中心在此期间持续追踪。9月18日，下加利福尼亚半岛上空发展出下层低压槽，虽然结构混乱，所在位置也接近陆地，但这股扰动天气还是发展出环流中心和更加集中的对流，于9月19日在加利福尼亚湾成为热带低气压，之后达到最大持续风速每小时55公里，中心最低气压1002毫巴（百帕，29.59英寸汞柱）的最高强度。
登陆索诺拉州后，热带低气压迅速减弱并消散，此时距气旋成型还只过去一天。整场风暴共对墨西哥11个州构成影响，南下加利福尼亚、锡那罗亚州和索诺拉州降下倾盆大雨并引发洪灾。奇瓦瓦州、锡那罗亚州和索诺拉州共有13人丧生，农业损失超过4000万美元。大量降水致使锡那罗亚州至少20万幢建筑被淹，洪灾导致的经济损失估计达上亿美元。气旋残留湿气在美国亚利桑那州、德克萨斯州、俄克拉荷马州和阿肯色州引发严重洪灾并导致一人遇难，新墨西哥州也受到轻度破坏，估计气旋在美国造成的损失总额约为2.5亿美元。

## 发展历程
8月29至30日，一股东风波离开非洲西海岸，于8月31日催生出2018年大西洋飓风季第六号热带低气压（之后发展成飓风佛罗伦萨）。东风波继续在低纬度海域西进，并在穿越中美洲后于9年7日进入东北太平洋。接下来东风波的移动速度放缓，之后约一周都在墨西哥以南洋面缓慢向西飘移。在此期间，美国上空的中层短波低壓槽南下，于9月9日进入墨西哥上空。此后数日低压槽继续南移，下加利福尼亞半岛最南端以南近海于9月12日发展出下到中层低气压区。美国国家飓风中心预计这片低气压区有可能发展成热带天气系统。此后数日系统朝西南移动，低压槽及湿气快速北上逼近下加利福尼亚半岛，与上文所述的东风波相遇。协调世界时9月14日中午12点，墨西哥南岸以南数百英里海域形成低气压区。9月18日，南下加利福尼亚州上空发展出南北走向的下层低压槽，加利福尼亚湾深处出现雷暴。
9月19日，扰动天气进入加利福尼亚湾，虽然所在位置接近陆地，还受到强烈风切变的不利影响，低压槽依然发展出环流中心和更集中的对流，于中午12点左右凝聚成热带低气压。气旋形成出乎气象机构预料，美国国家飓风中心此前认定低气压区不大可能在未来五天内发展成热带气旋。第19E号热带低气压也成为有确切纪录以来（1949年起）首个在加利福尼亚湾成型的热带气旋。六小时后，风暴达到最大持续风速每小时55公里的最高强度，美国国家飓风中心称系统的带状特征比之前略为清晰，东侧半圆内还出现强对流区。
9月20日凌晨0点，气旋中心最低气压降至1002毫巴（百帕，29.59英寸汞柱）。当天下午三点左右，热带低气压从索诺拉州奥夫雷贡城和瓜伊马斯间登陆。索诺拉州的崎岖地形令风暴迅速减弱，登陆仅六小时后就已失去闭合表面环流，对流也更多呈现出流线形而非弧形，最终在当天中午12点左右消散。气旋残留继续北上，在墨西哥引发严重洪灾。进入美国后，风暴残留向东移动并引来墨西哥湾的湿气，致使多个州爆发山洪。

## 影响

### 墨西哥
| 国家   | 州           | 地区       | 雨量    |
| ------ | ------------ | ---------- | ------- |
| 墨西哥 | 锡那罗亚州   | 阿奥梅     | 382.5mm |
| 墨西哥 | 锡那罗亚州   | 戈里托斯   | 359.4mm |
| 墨西哥 | 锡那罗亚州   | 埃尔卡里索 | 271mm   |
| 墨西哥 | 锡那罗亚州   | 库利亚坎   | 270.4mm |
| 美国   | 俄克拉何马州 | 约翰斯顿县 | 401.6mm |
| 美国   | 俄克拉何马州 | 斯通沃尔   | 393.7mm |
| 美国   | 俄克拉何马州 | 菲茨敦     | 382mm   |
| 美国   | 俄克拉何马州 | 森特勒霍马 | 274.8mm |
| 美国   | 德克萨斯州   | 博纳姆     | 225mm   |
| 美国   | 德克萨斯州   | 麦金尼     | 221mm   |
| 来源： |              |            |         |

受第19E号热带低气压影响，墨西哥西北大范围地区发生洪灾，共有至少11个州受到影响，其中南下加利福尼亚州、索诺拉州和锡那罗亚州灾情最重。下加利福尼亚半岛从9月19日就开始降下倾盆大雨，此后降水一直持续到气旋消散。据墨西哥国家气象局提供的数据，南下加利福尼亚州降下暴雨，降雨量总计70至100毫米，该州南部局部地区更达124毫米。面对风暴威胁，气象部门向墨西哥近海发布绿色警报。
9月20日，风暴登陆墨西哥索诺拉州并降下倾盆大雨，破坏程度创下十年来的新纪录，局部地区在十小时内降下200毫米雨量。州内至少13个市镇降下暴雨，卡赞纳特（El Cazanate）的降雨量达140毫米。为保障车辆通行，诺拉莱斯市镇（Nogales）从路上清理的泥沙、石块及各种垃圾超过300公吨。此外，诺拉莱斯警方还在美国亚利桑那州境内找回两具被洪水卷走的遇难者遗体。上百人因洪水受困需要救援，预计受灾人数以十万计。墨西哥15号联邦公路位于索诺拉州境内路段因路面水淹中断，政府部门通过社交媒体告知民众尽量避开相应路段。此外，一辆客车因河水暴涨被困，车上30人获救。
锡那罗亚州戈里托斯（Goritos）降雨量高达359.41毫米，当地一人遇难。库利亚坎共有六人丧生。一人死于暴雨后爆发的山洪，还有三人被水卷走，推定均已死亡，另外两人触电身亡，属风暴间接造成。受洪灾影响，该州多个市镇所有学府全部停课。州内大量道路受损，15号联邦公路出现沉洞。面对汹涌的洪水，全州共开设13个避难所，约有1.6万人被迫疏散。此外，莫科里托（Mocorito）附近还有一辆货运列车脱轨。州内约1.4万公顷农田及部分农用水利基础设施被淹，农业损失总额超过八亿墨西哥比索（相当于4100万美元）。泛滥的河流卷走或致死的牛、羊、猪总数达到1.5万，另有超过50万只鸟类死亡，导致超过5.8万人的工作受到影响。全州超过30万幢建筑被淹，其中单学校就有160所，沿海城市洛斯莫奇斯有七万幢建筑受损。怡安集团估计洪水对锡那罗亚州造成的损失达数亿美元。
奇瓦瓦州有三人遇难。萨特沃（Satevó）一名51岁男子和一名45岁女子被洪水卷走后溺毙；纳米基帕（Namiquipa）一名45岁男子试图穿过汹涌溪流时溺亡。该州东南部降雨量大多在50至99毫米，局面地区199毫米。瓜纳华托州因暴雨不得不打开伊格纳西奥·阿连德大坝水闸泄洪。

### 美国

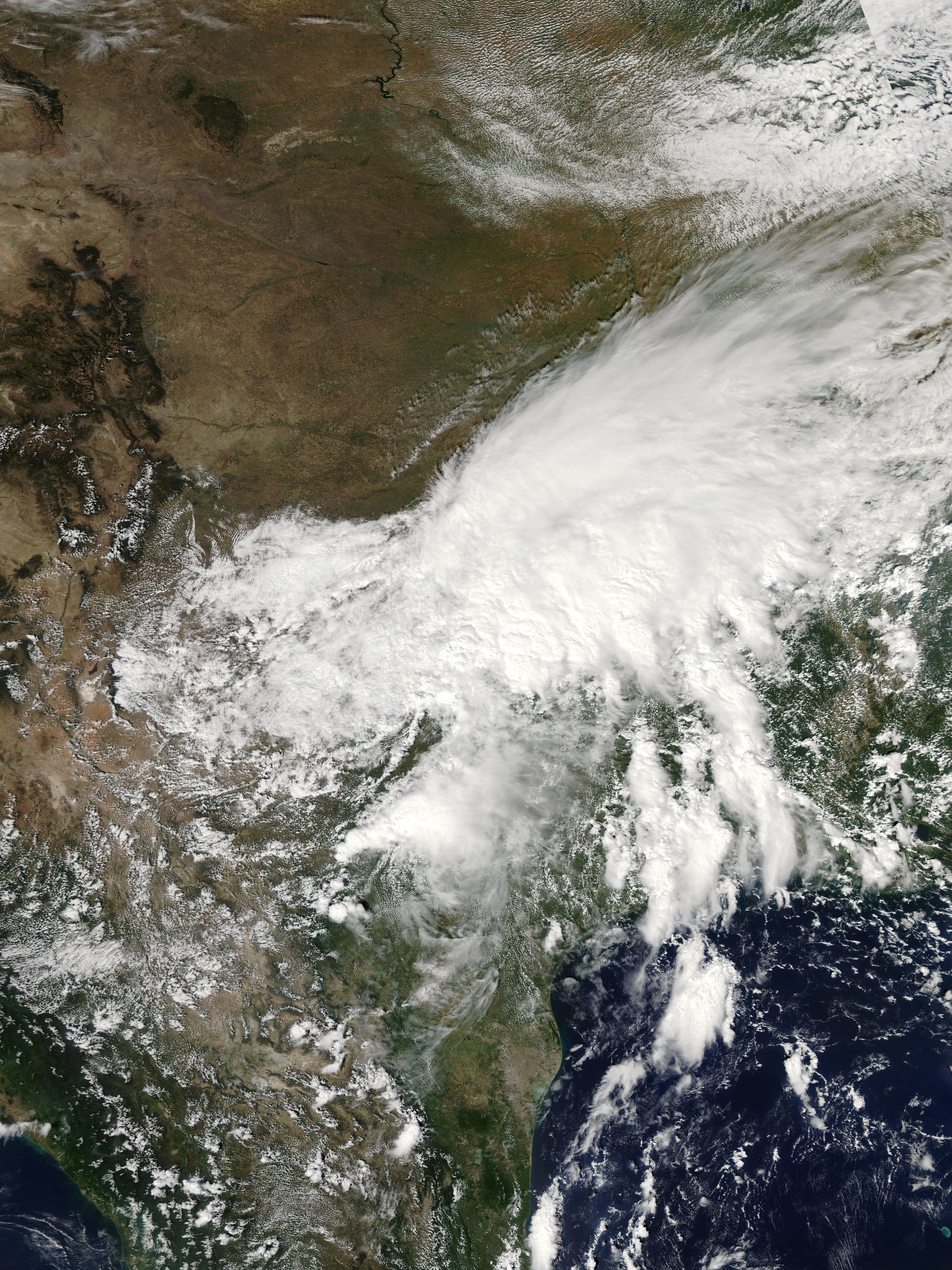
9月21日，第19E号热带低气压的残留位于美国中部上空。

第19E号热带低气压的残留进入美国后引来墨西哥湾的湿气，在亞利桑那州、德克萨斯州、奧克拉荷馬州和阿肯色州引发严重洪灾，损失总额估计达2.5亿美元。此外，新墨西哥州也受到轻度破坏。
9月19日，气旋残留在亚利桑那州多地引发山洪，萨瓦里塔附近降雨量为50至80毫米，导致深至0.6米的地面侵蚀，多人被困车中。撒切尔降下38至63毫米雨量，导致两幢民居被淹，还有两条道路因排水渠泛滥被淹。东亚利桑那学院部分宿舍和附近多所公寓进水。银铃附近两条公路交叉路口的洪水有0.9米深，维克斯堡附近因暴雨爆发山洪，导致10号州际公路附近多条道路封闭。图森的降雨量约40毫米，一名男子在溪边经过时被上涨的河水所困后获救。新墨西哥州柯特兰空军基地附近风力达每小时93公里，将一棵大杨树刮倒，经济损失约1000美元。据美国国家气象局记载，该州没有遭受其他损失。此外，新墨西哥州以阿布奎基降水最多，约为36毫米。
德克萨斯州多地降下倾盆大雨并引发严重洪灾。位于沃斯堡市郊的埃弗曼（Everman）多个地点水深达两米，超过60户民房被淹，许多人被迫撤离。9月23日，沃斯堡一条溪流中发现某23岁男子的遗体。达拉斯—沃斯堡地区有14人因汽车损坏需要外界救援。奥斯汀某婚礼现场61人被困，后获消防队救援，德克萨斯州29号州道靠近35号州际公路附近的沙迪河房车度假村被迫疏散。阿灵顿一名23岁男子从桥上被水卷走后淹死。达拉斯/沃思堡国际机场测得超过200毫米雨量。达拉斯有15人落水后获救，其中包括五名警察。基林因闪电导致都会区医院停电，34名病人被迫转移。诺兰县、琼斯县、汤格林县、尤瓦尔迪县、罗克沃尔县、范宁县、萨顿县和施莱谢尔县均有公路因洪水或风暴暂时封闭。科林县法默斯维尔（Farmersville）附近某铁路桥因水位上升导致一辆客运列车和多节货运车厢脱轨，幸而没有人员伤亡。威奇托县厄勒克特拉（Electra）多条街道的积水有0.3米深。诺克斯县诺克斯市（Knox city）一名司机在驾车冲出洪水时被困。索诺拉因多个水坝开启溢洪道泄洪导致所有进城道路被淹，急救人员无法进入，超过250户民宅因洪水受损或被毁。
19的残留在俄克拉荷马州降下暴雨并引发大面积洪灾，全州以约翰斯顿县北部边缘降雨量最高，约有402毫米。庞托托克县因降雨和洪水进入紧急状态并有四人需要救援，县城阿达（Ada）附近多条公路无法通行。菲茨敦（Fittstown）和斯通沃尔（Stonewall）部分道路被冲毁。菲茨敦的12小时降雨量达316毫米，创下1990年环境监测系统俄克拉荷马中尺度网络成立后的新纪录。庞托托克县共有十条公路因侵蚀严重封闭，预计维修成本为35万美元。此外，洪水还导致包括77号美国国道在内的多条道路侵蚀严重或封闭。
风暴残留在阿肯色州引发山洪，致使多条公路封闭。面对洪灾威胁，正在琼斯伯勒举办的东北阿肯色地区博览会取消。瑟西县和怀特县降下近200毫米雨量，引发的山洪致使多条公路关闭。许多道路因洪灾导致无法通行，车辆被困，车上人员需要外界救援。

## 善后
墨西哥为应对索诺拉州和锡那罗亚州的重大洪灾启动多项救灾方案和安全措施。锡那罗亚州通过社交媒体把洪水灾情的严重程度告知民众。9月27日，墨西哥政府宣告该州包括阿奥梅、库利亚坎、安戈斯图拉（Angostura）及瓜萨维在内的11个市镇为灾区。位于库利亚坎的锡那罗亚自治大学西校区指定为临时避难所，方便受灾民众前来躲避。大范围洪灾发生后，下加利福尼亚州、南下加利福尼亚州、索诺拉州和锡那罗亚州启动海洋救灾方案，帮助灾民度过难关。墨西哥陆军启动专门应对自然灾害的-3方案，出动约2000名军人前往索诺拉州和锡那罗亚州协助救灾。锡那罗亚州部署四架飞机协助清理工作，还出动三支搜救队，另有两架直升机向灾民运送物资。索罗拉州有17架直升机执行侦察和物资运送任务。锡那罗亚州州长基里诺·奥达斯·科培尔（Quirino Ordaz Coppel）鼓励公民捐赠食品、饮用水和衣物协助救灾。数日后，墨西哥国家自然灾害基金会开始协助地方及地区政府应对洪涝灾害。出于安全考量，正在全国范围举行的灾难疏散演习“ 2018”在索诺拉州和南下加利福尼亚州暂停。南下加利福尼亚还采取安全措施，防止人们靠近暴涨的河流。锡那罗亚州社会发展部因向灾民运送内含尿布的旧床垫面临起诉。11月5日，锡那罗亚多拉多斯队教练迭戈·马拉多纳主持慈善晚宴，为飓风威拉和第19E号热带低气压的灾民提供财政援助。2019年，墨西哥国家自然灾害基金会宣布提供2200万墨西哥比索（相当于150万美元）支援库利亚坎重建，并且已经批准向灾区提供超过18.12亿墨西哥比索（相当于9220万美元）善款，但这笔款项目前依然不知所踪。
德克萨斯州发生严重洪灾，促使地方和联邦机构一起向灾民提供救援。9月28日，州长格雷格·阿博特宣告因洪水灾情严重导致大范围破坏的埃利斯县、萨顿县、塔兰特县、范宁县和尤瓦尔迪县为灾区。2018年9至11月间，美国多个州县受到各类风暴袭击，2019年2月25日，美国总统唐纳·川普宣布多个县为重大灾区，其中就包括9月20至21日受到第19E号热带低气压影响的县。位于萨顿县的银行、信托与圣安吉洛地区基金会为索诺拉设立救灾基金。9月21日索诺拉发生洪灾后，圣安吉洛卫生基金会向索诺拉洪灾救助基金会捐款25万美元。加上其他超过450捐助，救助基金总额约有75万美元。国际狮子会及其他多家私人或慈善机构也为救灾捐献物资和现金，多个州政府机构协助评估基础设施所受破坏并提供维修资金。此外，德克萨斯州多名音乐家举办音乐会，为索诺拉洪灾救助筹集善款。洪灾发生数天后，美国红十字会人员抵达索诺拉协助重建。多家救灾机构在位于塔兰特县沃斯堡郊区的埃弗曼协助清理和重建工作。9月22日，埃弗曼开设救灾站，救助流离失所的居民。